# Vorderälpele

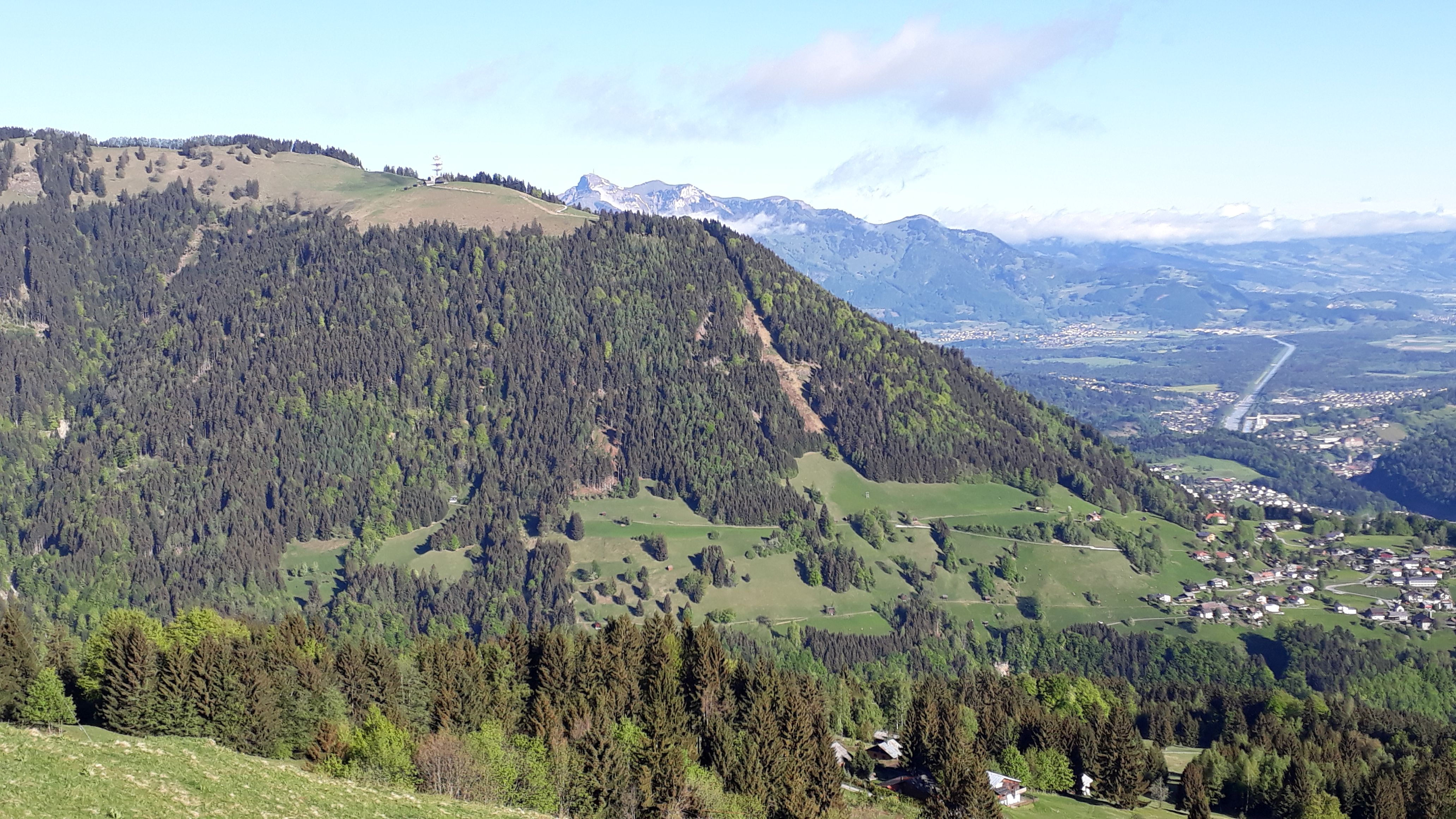
Das Vorderälpele in Frastanz (links) mit ORF/ORS Sender, Materialseilbahn zur Feldkircher Hütte. Im Hintergrund der Hohe Kasten (Schweiz) und rechts das Rheintal bei Feldkirch

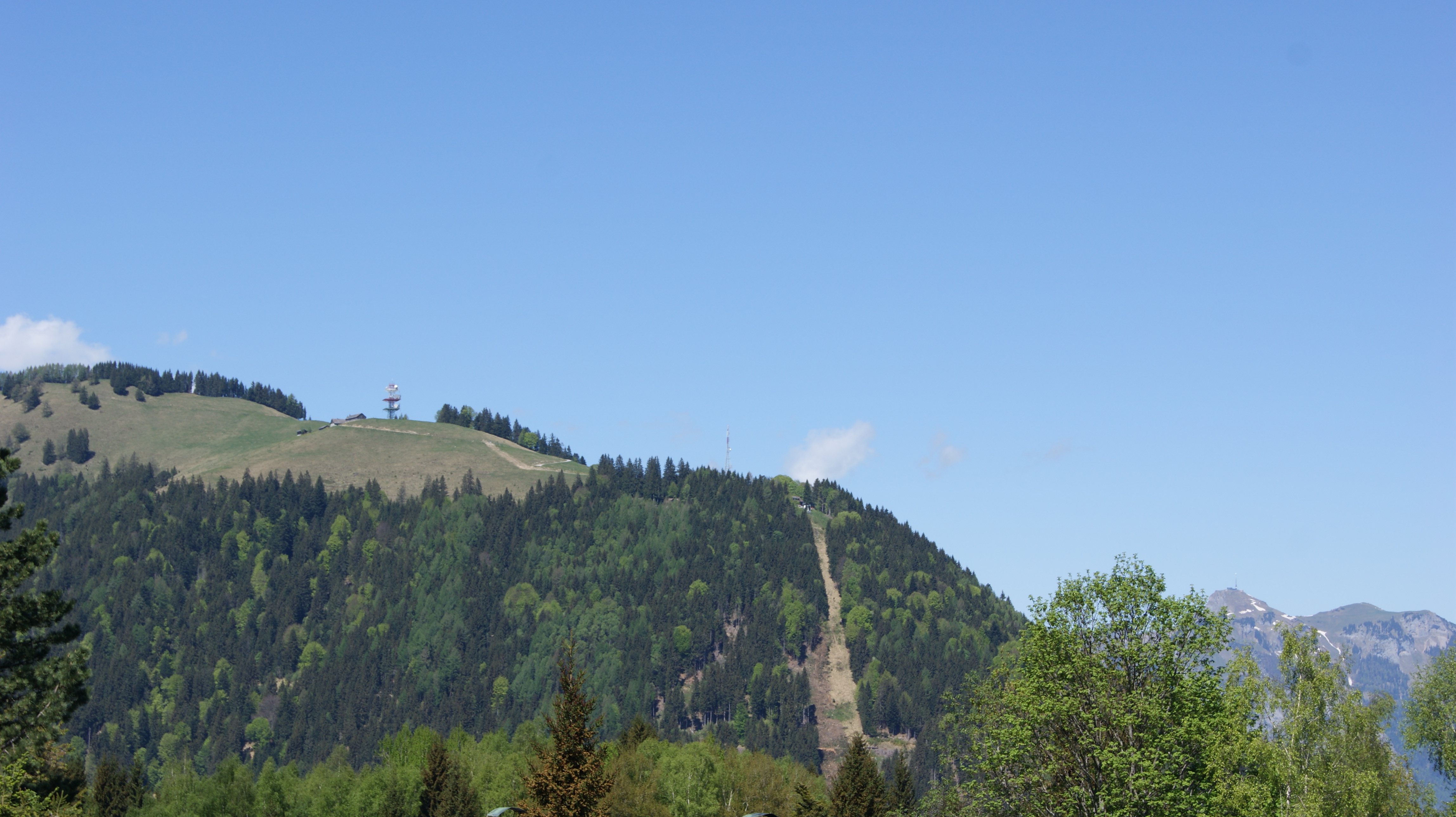

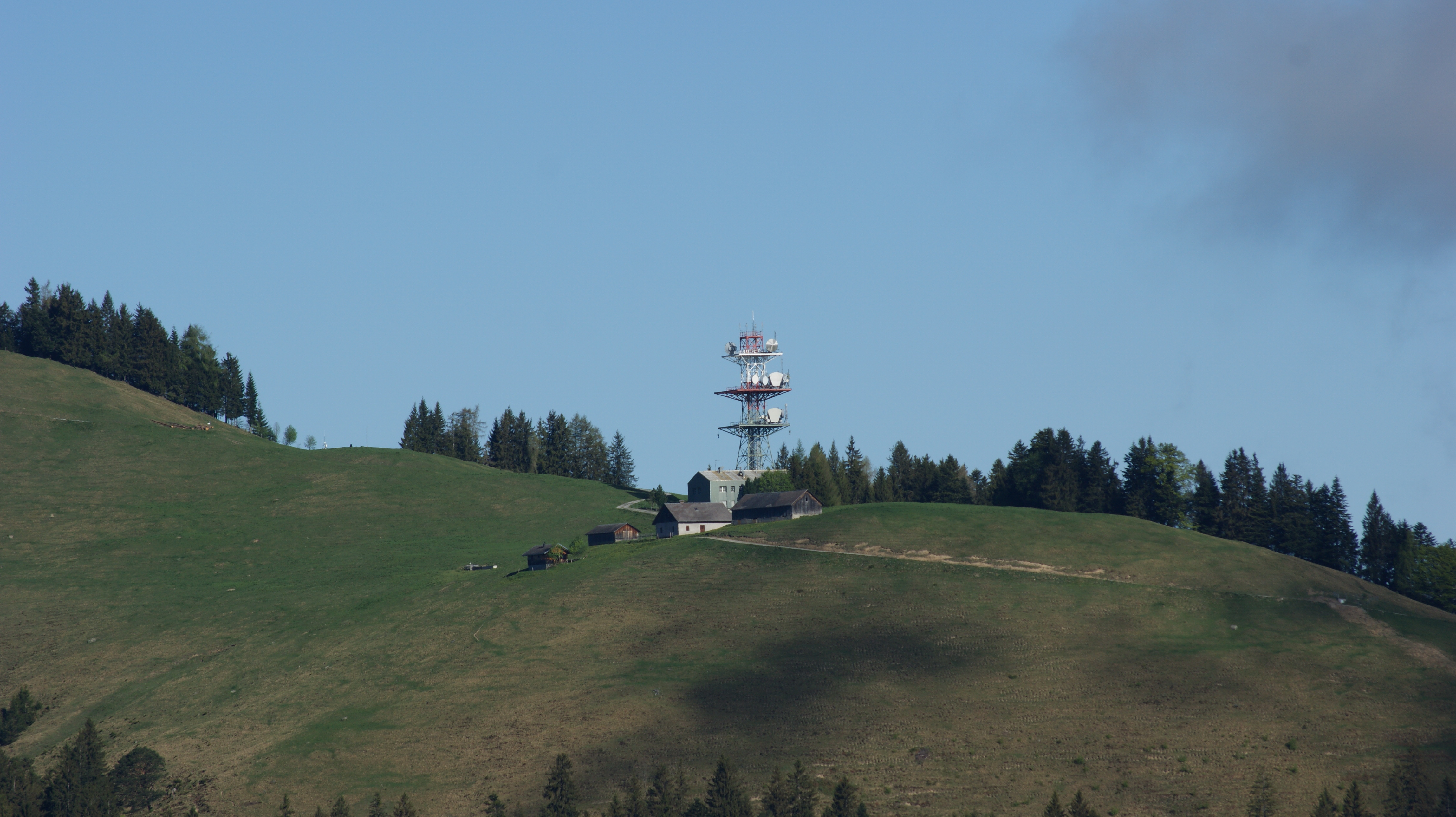
A1-Sender am Älpele, davor die Alpe Amerlug

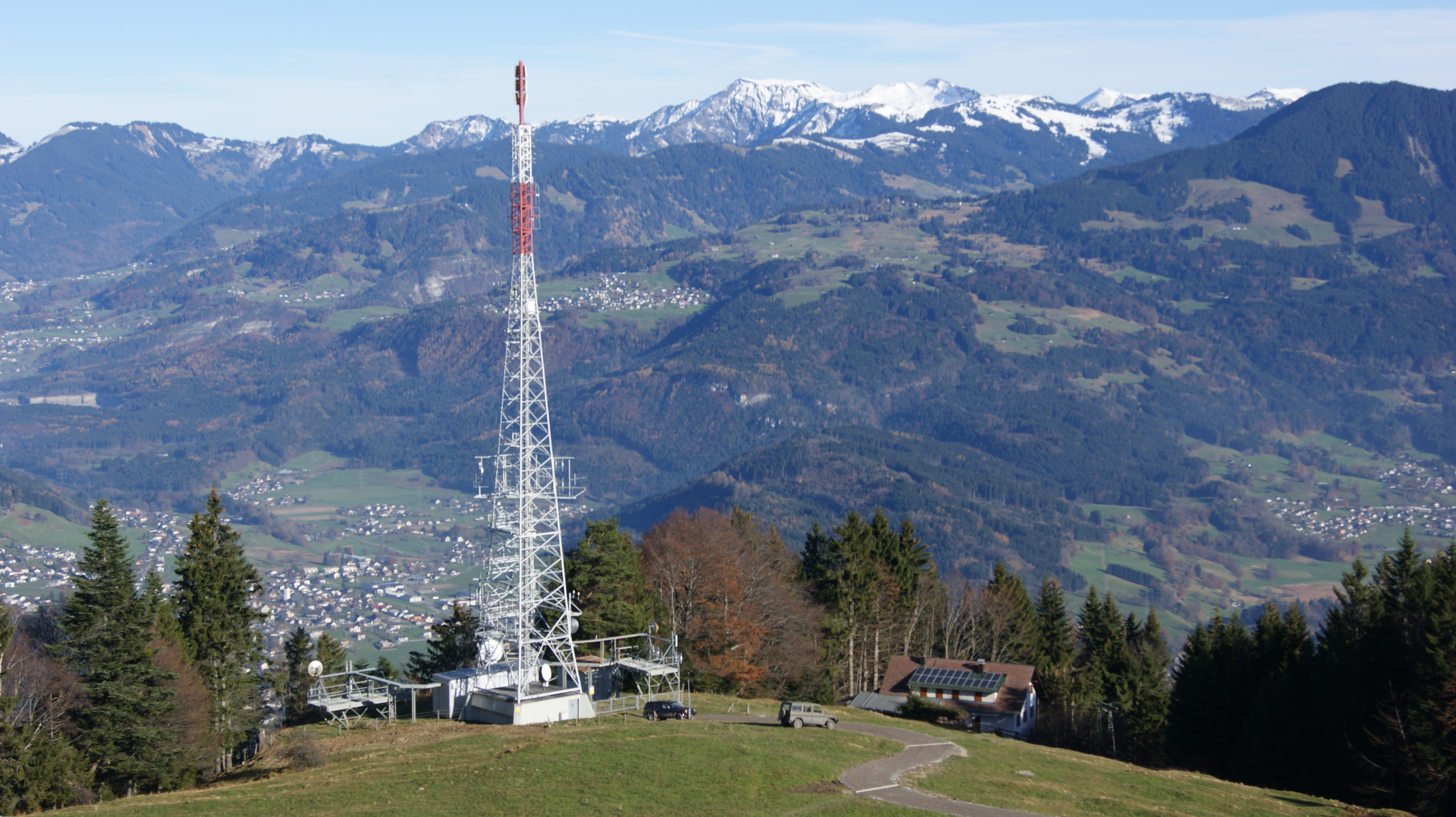
ORS-Sender, rechts daneben die Feldkircherhütte

Das Vorderälpele (auch Vorder-Älpele oder nur: Älpele, früher auch: Alpe Amerlug bzw. Amalug etwa 1300 m ü. A.) in der Marktgemeinde Frastanz (Vorarlberg, Österreich) ist eine Alpe und Standort für zwei Hochleistungssender (ORS und A1) sowie der Feldkircherhütte (1204 m ü. A.) der Vorarlberger Naturfreunde.
Formeller Eigentümer eines Großteils des Vorderälpeles ist seit 1966 die Agrargemeinschaft Alpgenossenschaft Frastanz. Bereits zuvor bestand die Alpgenossenschaft Frastanz, welche das Vorderälpele bewirtschaftete.

## Geschichte
Im Rahmen der Schlacht bei Frastanz wurden am 20. April 1499 etwa 2000 eidgenössische Soldaten unter der Führung von Heini Wolleb beim Vorderälpele von rund 300 habsburgischen Büchsenschützen und 1500 Mann tirolischer Erzknappen aufgehalten. Nach heftigem Kampf wurden die Tiroler überwunden und den Berghang hinuntergetrieben. Dort wurden diese durch die eidgenössische Hauptmacht beim Fellengatter aufgerieben. Die Kapellen St. Wolfgang in Tisis und Tosters und St. Wendelin in Frastanz wurden zur Erinnerung an diese kriegerischen Handlungen gebaut. In der Kapelle St. Wendelin in Frastanz soll noch im 19. Jahrhundert unter dem Vordach ein Schwert und eine Hellebarde verwahrt worden sein, die aus der Schlacht bei Frastanz stammten.

## Name
Das Vorderälpele bezeichnet auf dem Ausläufer des Rätikons unterhalb der Drei Schwestern einen Teil des Höhenrückens. Als Gegenstück dazu gibt es das vom Vorderälpele etwa 2500 m Luftlinie entfernte, auf demselben Höhenrücken liegende Hinterälpele (auch: Sarojaalpe) unter der Sarojahöhe bzw. dem Sarojasattel.
Der Name Alpe Amerlug sowie der Parzelle Amerlug (die Feldkircher Hütte hat die Anschrift: Amerlug 1) soll sich aus den Worten „Amsel“ und „lug“ im Sinne von „lügen“ iSv Altdeutsch: „lo“, „loh“, „loch“, „lug“, bzw. „laugg“ ableiten, was so viel wie Wald oder Hain bedeutet und im Zusammenhang mit dem lateinischen „lucus“ für eine lichte Stelle im Wald stehen soll. Amerlug bedeute also so viel wie „Amselwald“.

## Lage, Geographie, Topografie, Verkehr
Auf dem Vorderälpele befindet sich das große Flurstück Amalug und die dazugehörige Amerlugalpe. Der unscheinbare Amalugkopf (etwa 1480 m ü. A.) bezeichnet eine hier befindliche Höhe.
Das Vorderälpele ist nordwestlichste Teil des Rätikon. Nach der orografisch-hydrologisch orientierten Gebirgsgruppengliederung für das österreichische Höhlenverzeichnis bildet das Bregenzerwaldgebirge westlich der Bregenzer Ach den Hauptteil der Gruppe 1110 Rheintal – Walgau – Bregenzer Wald, von der das Vorderälpele der äußerste Teil bildet.
Am Ostabhang des Vorderälpeles liegt die Parzelle Amerlügen auf einer Terrasse auf rund 760 Meter Seehöhe.
Es besteht keine öffentliche Zufahrt zum Vorderälpele (jedoch eine gebührenpflichtige private Forststraße). Die Naturfreunde (Ortsgruppe Feldkirch) betreiben eine Materialseilbahn, die von Amerlügen bis direkt zur Naturfreundehütte führt.

## Wasserversorgung
Das Vorderälpele hat keine ausreichende Wasserversorgung aus hier entspringenden Quellen. Das notwendige Wasser wird heute über eine Leitung von Hinterälpele (aus dem Sautobel) hergeleitet, seit November 2019 besteht auch durch die Naturfreunde eine private Trinkwasserversorgung. Das Wasser hierfür wird vom Hochbehälter in Amerlügen aus dem öffentlichen Trinkwasserversorgungsnetz der Marktgemeinde Frastanz über rund 500 Höhenmeter hochgepumpt. Mit der Trinkwasserleitung wurde von den Naturfreunden auf eigene Kosten auch eine Abwasserleitung verlegt, die nunmehr für eine geordnete Kanalisation am Vorderälpele sorgt.
Bereits 1899 ist ein Gesuch der Alpgenossenschaft Frastanz bekannt, eine Wasserleitung aus dem Saminatal auf das Vorderälpele zu verlegen.

## Rundfunksender
Vom ORS-Rundfunksender am Vorderälpele (bei der Feldkircherhütte) werden folgende Sender übertragen:
| Frequenz   | Radiosender        | RDS      | Senderlogo | PI-Code | Regionalisierung | Sendeleistung |
| ---------- | ------------------ | -------- | ---------- | ------- | ---------------- | ------------- |
| 90,80 MHz  | Ö1                 | __OE_1__ |            | A201    |                  | 0,2 kW        |
| 97,30 MHz  | Radio Vorarlberg   | RADIO-V_ |            | AB02    | Vorarlberg       | 0,2 kW        |
| 99,50 MHz  | Hitradio Ö3        | __OE_3__ |            | A203    |                  | 0,2 kW        |
| 102,80 MHz | FM4                | __FM4___ |            | A213    |                  | 0,2 kW        |
| 105,10 MHz | Antenne Vorarlberg | ANTENNEV |            | AB40    | Vorarlberg       | 0,2 kW        |